# 金柔廷
金柔廷（： Kim Yu-jeong；1992年2月14日—），韓國女歌手、曾為女子團體LABOUM成員之一，擔任隊長、領唱。2014年8月28日以LABOUM成員身分於韓國正式出道，發行首張單曲專輯《Petit Macaron》 ，2021年9月8日退出LABOUM。

## 經歷
出道前，2013年出演JTBC 隱藏歌手S1 E05 李秀英篇(20130330期)
2014年8月28日以LABOUM成員身分於韓國正式出道，發行首張單曲專輯《Petit Macaron》。
同年也首次參與TV朝鮮戲劇《百年新娘》的演出。
2017年演出網路劇《Love Security》，擔任女主角；和成員ZN、海仁一起出演KBS選秀節目《The Unit》，在小組音源發行任務中表演《Always》得到觀眾票選第一名，因而得到可以拍MV和上音樂銀行表演的獎勵，最終名次為20名未能進入決賽而淘汰。
2018年首次參與MBC戲劇《過來抱抱我》OST，也與成員昭娟、日本創作人KOBASOLO一起合作翻唱日本團體DA PUMP的歌曲。
2019年和成員昭娟再次與日本創作人KOBASOLO合作翻唱日本女歌手宇多田光的歌曲。
2021年9月8日，與所屬經紀公司的七年專屬合約於8月28日到期，金柔廷決定退出團體LABOUM。

## 音樂作品
主條目：LABOUM § 音樂作品

### 電視劇原聲帶
| 年份 | 資料                                                            | 曲目                                             |
| 2018 | 《過來抱抱我 OST Part.2》 - 语言：韩语 - 发行日期：2018年6月6日 | 曲目 1. 不要消失(사라지지 마) 2. 不要消失(Inst.) |
| 2018 | 《復仇筆記2 OST Part.3》 - 语言：韩语 - 发行日期：2018年10月1日 | 曲目 1. 只有我不知道(나만 모르게) 2. Rise Up     |

### 翻唱作品
| 年份   | 翻唱曲目 / 原唱                                  | 備註             |
| 2018年 | 《USA》 （页面存档备份，存于）/ DA PUMP          | 與昭娟、KOBASOLO |
| 2019年 | 《First Love》 （页面存档备份，存于） / 宇多田光 | 與昭娟、KOBASOLO |

### 其他作品
| 年份   | 歌曲名稱                          | 備註                           |
| 2017年 | My turn （页面存档备份，存于）    | 與ZN、海仁，The Unit節目主題曲 |
| 2017年 | SHINE （页面存档备份，存于）      | 與ZN、海仁，The Unit節目主題曲 |
| 2017年 | Always （页面存档备份，存于）     | The Unit節目任務               |
| 2021年 | The prayer （页面存档备份，存于） | 與昭娟，Save Myanmar企劃歌曲   |

### 音樂創作
社團法人韓國音樂著作權協會(KOMCA)登記之資料
| 登記名稱      | 登記編號 | 參與歌曲列表 |
| 김유정 / 유정 | 10015269 | [ 4 ]        |

## 影視作品
所屬團體之共同出演，請參閱LABOUM § 影視作品

### 戲劇
| 年份   | 電視台 / 播放平台    | 電視劇名稱        | 角色   | 性質   | 備註   |
| ------ | -------------------- | ----------------- | ------ | ------ | ------ |
| 2014年 | TV朝鮮               | 《百年新娘》      | 李安   | 女配角 |        |
| 2017年 | Bridge Ent TV        | 《Love Security》 | 柔廷   | 女主角 | 網絡劇 |
| 2020年 | 소상공인방송 YouTube | 《전씨네》        | 全妍淑 | 女配角 | 網絡劇 |

### 音樂錄影帶
| 年份   | 歌曲   | 備註                     |
| ------ | ------ | ------------------------ |
| 2018年 | Always | THE UNIT節目音源發行任務 |

### 綜藝節目
| 年份                          | 電視台     | 節目名稱         | 備註   |
| ----------------------------- | ---------- | ---------------- | ------ |
| 2017年10月28日－2018年2月10日 | KBS        | 《The Unit》     | 參賽者 |
| 2018年11月30日                | CJ E&M OGN | 《Gamedolympic》 |        |

### 廣播節目
| 日期                | 電台         | 節目名稱                          | 備註     |
| ------------------- | ------------ | --------------------------------- | -------- |
| 2014年9月29日       | KBS Cool FM  | 《Super Junior的 Kiss the Radio》 |          |
| 2015年3月24日       | KBS Cool FM  | 《Super Junior的 Kiss the Radio》 |          |
| 2016年3月1日        | MBC FM4U     | 《Good Morning FM全炫茂》         |          |
| 2017年1月26日       | SBS Power FM | 《金昌烈的Old School》            |          |
| 2017年3月9日        | KBS Cool FM  | 《李洪基的 Kiss the Radio》       |          |
| 2017年6月18日       | KBS Cool FM  | 《李洪基的 Kiss the Radio》       | 錄音放送 |
| 2017年6月25日       | KBS Cool FM  | 《李洪基的 Kiss the Radio》       | 錄音放送 |
| 2017年8月10日       | KBS Cool FM  | 《李洪基的 Kiss the Radio》       |          |
| 2020年11月17日-至今 | 國防FM       | 《Raina的餅乾和星星糖》           |          |

## 外部連結
- 金柔廷的Instagram帳戶
- YouTube上的金柔廷頻道